# Driehoekswebspin
De driehoekswebspin (Hyptiotes paradoxus) is een spinnensoort uit de familie wielwebkaardespinnen. Deze soort komt voor in het West-Palearctische gebied.
Het vrouwtje wordt 5 tot 6 mm groot, het mannetje wordt 3 tot 4 mm. Deze soort bevat geen gifklieren.
De spin is bijzonder, omdat het driehoekige webben maakt.